# Parc provincial de Cultus Lake
Le parc provincial de Cultus Lake (en anglais : Cultus Lake Provincial Park) est un parc provincial de la Colombie-Britannique, au Canada. Le parc tire son nom du lac Cultus (Cultus Lake).

## Toponymie
Le lac Cultus était nommé « Swee-ehl-chad » ou « Tso-wallie » selon les langues amérindiennes locales. « Cultus » provient plutôt du chinook et signifiais « mauvais » ou « sans valeur ».  Le nom proviendrait soit des nombreuses bourrasque que le lac subit ou bien d'un tabou.

## Géographie
Le parc est situé au sud-ouest de la Colombie-Britannique, dans le district régional de Fraser Valley dans le nord de la chaîne des Cascades.  Sa limite sud correspond à la frontière canado-américaine. Situé à proximité de Chilliwack dans le bassin hydrographique du fleuve Fraser, il a une superficie de 25,61 km2 et son nom provient du lac Cultus, un lac dont la superficie est de 6,27 km2,.  Il partage ses limites avec la réserve écologique de Liumchen qui est située au sud-est de celui-ci.

## Milieu naturel
Parmi les espèces d'arbres de la région se trouvent la Pruche de l'Ouest, le Sapin de Douglas et l'Érable à grandes feuilles. Le lac accueille la Truite arc-en-ciel, la Dolly Varden ainsi que les cinq espèces de saumons du Pacifique.